# Pyramid Arena
El Pyramid Arena, en español Estadio Pirámide, también conocido como The Pyramid, es un recinto deportivo multiusos. Tiene alrededor de 21.000 asientos y está situado en el centro de la ciudad estadounidense de Memphis, a orillas del río Misisipi. Fue construido en 1991 y con 98 m de alto es la sexta pirámide más grande del mundo.
En un principio fue la sede del equipo de baloncesto de la Universidad de Memphis, más adelante (2001) fue sede del equipo de baloncesto de la NBA Memphis Grizzlies. Sin embargo, en 2004 ambos equipos dejaron la pirámide para irse a un nuevo estadio, el FedEx Forum.
Después de que los equipos de baloncesto dejaran el estadio, la pirámide quedó desocupada y sin planes a largo plazo. El comité de la arena en 2005 especuló con convertir a la pirámide en un casino, un acuario, un centro comercial o un parque temático sobre el Antiguo Egipto.
En abril de 2009 el Condado de Shelby votó para vender el 50% del pabellón a la ciudad de Memphis.